# Stokke
Stokke là một đô thị ở hạt Vestfold, Na Uy. Trung tâm hành chính của đô thị này là làng Stokke.
Đô thị Stokke được thành lập ngày 01 tháng 1 năm 1838 (xem formannskapsdistrikt). Hai quần đảo này sau đó được chuyển từ các đô thị của Stokke đến đô thị lân cận Nøtterøy: Håøya (năm 1901) và Veierland (năm 1964).